# ایلسا
لایحه تحریم ایران و لیبی (انگلیسی: Iran and Libya Sanctions Act) یا ایلسا (ILSA) از لوایح کنگره بود که در سال ۱۹۹۶ تصویب شد و بر شرکت‌هایی که با ایران و لیبی کسب و کار کنند تحریم اقتصادی اعمال می‌کرد. در ۳۰ سپتامبر ۲۰۰۶، این لایحه به لایحه تحریم ایران یا آیسا یا ایسا (ISA) تغییر نام داده شد، چرا که دیگر به لیبی اعمال نمی‌شد، و تا ۳۱ دسامبر ۲۰۱۱ تمدید شد. تا مارس ۲۰۰۸ تحریم‌های آیسا علیه هیچ شرکت غیر آمریکایی اعمال نشده بود؛ این لایحه به رئیس‌جمهور اجازه می‌دهد تحریم‌ها را به صورت موردی معلق کند، گرچه این تعلیق باید هر شش ماه تمدید شود. با وجود محدودیت بر سرمایه‌گذاری آمریکایی در ایران، شرایط قانون FIPPA بر همهٔ سرمایه‌گذاران خارجی اعمال می‌شود و بسیاری از ایرانیان آمریکا همچنان در ایران سرمایه‌گذاری‌های قابل توجهی می‌کنند.
این قانون در ایران به نام پیشنهاد دهنده آن در سنا سناتور آلفونسو داماتو به قانون داماتو مشهور شده‌است.

## تاریخچه
قانون تحریم ایران که توسط داماتو، سناتور ایتالیایی الاصل و از جمهوری خواهان محافظه کار به مجلس سنای ایالات متحده آمریکا ارائه شد پس از تصویب توسط بیل کلینتون تحت عنوان فرمان اجرائی شماره ۱۲۹۵۷ از تاریخ شانزدهم مارس ۱۹۹۵ به اجرا درآمد.
ایلسا در سال ۲۰۰۱ تحت قانون عمومی ۱۰۷–۲۴ به مدت ۵ سال تمدید شد.
در تاریخ پنجم فوریه ۲۰۱۲ باراک اوباما جهت انجام اقدامات اضافی در خصوص وضعیت اضطراری ملی اعلام شده علیه ایران، مورد اشاره در فرمان اجرائی ۱۲۹۵۷، نسبت به صدور فرمان اجرائی شماره ۱۳۵۹۹ نمود. مبتنی بر این فرمان اجرائی لیست اشخاص حقیقی و حقوقی مورد تحریم آمریکا در تاریخ شانزدهم ژانویه ۲۰۱۶ منتشر گردید.
در نوامبر ۲۰۱۶، تمدید این قانون با ۴۱۹ رأی موافق و یک رأی مخالف در مجلس نمایندگان آمریکا و ۹۹ رأی موافق از ۱۰۰ فرد حاضر در سنای آمریکا به تصویب رسید و منتج به تمدید ده ساله قانون گردید.
از آنجا که در پیوست ۲ برنامه جامع اقدام مشترک به صراحت توقف، لغو یا عدم تصویب تحریم‌های مندرج در این قانون طی حداکثر ۸ سال پس از اجرای برجام درخواست شده بود، عملاً تمدید این قانون بمنزله نقض برجام از سوی آمریکا می‌باشد. برخی دیگر تمدید این قانون را نقض برجام نمی‌دانند.

## فهرست اشخاص حقیقی و حقوقی تحت تحریم
اشخاص حقیقی و حقوقی مورد تحریم، طبق لیست منتشر شده توسط اداره کنترل دارائی‌های خارجی یا OFAC اعلام شده‌اند. در اینجا اسامی برخی شرکت‌های معروف آورده شده‌است.
- بانک کشاورزی ایران[۱۳]
- بانک سرمایه‌گذاری امین[۱۴]
- شرکت پتروشیمی شازند[۱۵]
- شرکت پتروشیمی بندر امام خمینی[۱۶]
- بانک مرکزی جمهوری اسلامی ایران[۱۷]
- بانک مسکن[۱۸]
- بانک ملت[۱۹]
- بانک ملی[۲۰]
- بانک مشارکت ایران و ونزوئلا[۲۱]
- بانک صنعت و معدن[۲۲]
- بانک رفاه[۲۳]
- بانک سپه[۲۴]
- بانک تجارت[۲۵]
- بانک توسعه صادرات ایران[۲۶]
- بانک دی[۲۷]
- بانک اقتصاد نوین[۲۸]
- بانک گردشگری[۲۹]
- بانک قرض الحسنه مهر ایران[۳۰]
- بانک حکمت ایرانیان[۳۱]
- بانک ایران زمین[۳۲]
- بانک کارآفرین[۳۳]
- بانک پارسیان[۳۴]
- بانک پاسارگاد[۳۵]
- بانک سامان[۳۶]
- بانک سرمایه[۳۷]
- بانک شهر[۳۸]
- بانک آینده[۳۹]
- بانک توسعه تعاون[۴۰]
- بیمه ایران[۴۱]
- شرکت پتروشیمی برزویه[۴۲]
- شرکت پتروشیمی بوعلی سینا[۴۳]
- بانک EIH[۴۴]
- ستاد اجرایی فرمان امام
- شرکت سرمایه‌گذاری غدیر[۴۵]
- شرکت پتروشیمی قائد بصیر[۴۶]
- بانک قرض الحسنه رسالت[۴۷]
- بانک قوامین[۴۸]
- گروه توسعه ساختمانی تدبیر[۴۹]
- سازمان گسترش و توسعه صنایع ایران[۵۰]
- سازمان توسعه و نوسازی معادن و صنایع معدنی ایران[۵۱]
- شرکت لیزینگ ایران وشرق[۵۲]
- شرکت سرمایه‌گذاری‌های خارجی ایران[۵۳]
- شرکت بازرگانی پتروشیمی[۵۴]
- شرکت کالای نفت[۵۵]
- بانک خاور میانه[۵۶]
- ماشین سازی اراک[۵۷]
- شرکت مهندسی مشاور مهاب قدس[۵۸]
- شرکت پتروشیمی مبین[۵۹]
- شرکت سرمایه‌گذاری مدبر یا شرکت هولدینگ صنعتی تدبیر[۶۰]
- شرکت ملی نفت ایران[۶۱]
- شرکت ملی نفتکش ایران[۶۲]
- شرکت ملی صنایع پتروشیمی[۶۳]
- شرکت پتروشیمی نوری[۴۲]
- شرکت سرمایه‌گذاری صنعت نفت[۶۴]
- شرکت سرمایه‌گذاری پردیس[۶۵]
- شرکت نفت پارس[۶۶]
- شرکت پارس ام سی اس[۶۷]
- شرکت پتروشیمی پارس[۶۸]
- شرکت توسعه صنعت نفت و گاز پرشیا[۶۹]
- شرکت توسعه پتروایران[۷۰]
- شرکت پتروپارس[۷۱]
- شرکت نفت و گاز پارس[۷۲]
- پست بانک ایران[۷۳]
- شرکت سیمان زرین رفسنجان[۷۴]
- شرکت سرمایه‌گذاری ری[۷۵]
- شرکت مهندسی ری نیرو[۷۶]
- شرکت تولید و صادرات ریشمک[۷۷]
- شرکت پتروشیمی شهید تندگویان[۷۸]
- شرکت کارگزاری تدبیرگران فردا[۷۹]
- مجتمع پتروشیمی تبریز[۸۰]
- گروه توسعه اقتصادی تدبیر
- گروه توسعه انرژی تدبیر[۸۱]
- شرکت سرمایه‌گذاری تدبیر[۸۲]
- شرکت توسعه اقتصاد آینده سازان